# Агриколь
Агриколь (от фр. agricole «сельскохозяйственный») — деревня в Красногорском районе Удмуртской республики.

## География
Находится в северо-западной части Удмуртии у южной границы районного центра села Красногорское.

## История
Известна с 1932 года как выселок, позднее деревня. До 2021 года входила в состав Агрикольского сельского поселения.

## Население
Постоянное население составляло 731 человек в 2002 году (русские 41 %, удмурты 57 %), 708 в 2012.